# タンバリン (大久保海太の映像作品)
『タンバリン』は、大久保海太の映像作品。2000年3月23日発売。発売元はアンティノス・レコード。規格品番はARVJ-40。

## 解説
本VHS作品の発売日までに発表されていた全3枚のCDシングルから、両A面曲含む計4曲のミュージック・ビデオが収録されている。ほか、楽曲映像の合間には和服を着た大久保がお題ごとに思いついた言葉を書道で書き上げる、撮り下ろし映像が特別収録された。
「パンチ」「カナリヤ」の2曲がそれぞれTBS系『COUNT DOWN TV』のエンディングとオープニング・テーマ曲に起用された際、ミュージック・ビデオの映像もバックで一緒に使用された。
VHS発売直前の3月22日からは、横浜CLUB24公演を皮切りに4月16日の日比谷野外音楽堂公演まで、全国9か所でイベント・ツアー「ツアータンバリン 〜基礎練〜」を開催した。パッケージ内には、それら日程を記載したフライヤーが封入されている。
本VHS発売以降にミュージック・ビデオ集の発売はないが、上記同様に『COUNT DOWN TV』のオープニング・テーマ曲として起用された「旅立ちジェット」でも大久保の映像が使用されていた。そのミュージック・ビデオは商品化されていない。なお稀に、ライブ会場で映像作品が限定発売されることがある。

## 収録曲
1. パンチ
2. ヴィデオ
3. 僕等の心臓
4. カナリヤ
  - 全曲作詞・作曲: 大久保海太
  - 全作品監督: 坂西伊作、撮影: 石原定務、制作: 磯貝昌彦